# Locketiella merretti
Locketiella merretti là một loài nhện trong họ Linyphiidae.
Loài này thuộc chi Locketiella. Locketiella merretti được Alfred Frank Millidge miêu tả năm 1995.